# Programa Emergencial de Retomada do Setor de Eventos
O Programa Emergencial de Retomada do Setor de Eventos (Perse) é uma política pública de isenção fiscal do governo brasileiro, destinada a salvaguardar e recuperar empresas do setor de festas e eventos, particularmente afetadas pelas medidas sanitárias durante a pandemia de COVID-19. Adotada em 2022 durante o governo Bolsonaro, e inicialmente vetada pelo presidente, a isenção foi renovada pelo Congresso, mantendo-se em vigor mesmo no governo seguinte. No final de 2024, o Ministério da Fazenda encerrou o sigilo dos beneficiários e divulgou uma lista que viralizou nas redes sociais.

## Histórico
Com a pandemia de Covid-19, o faturamento do setor de eventos caiu em 98 por cento, segundo a Associação Brasileira de Eventos (Abrafesta). Só de casamentos, 4 em cada 5 celebrações haviam sido adiadas.
Em 31 de março de 2021, o Senado Federal aprovou, em votação simbólica, um projeto de lei do senador Wellington Fagundes (PL-MT) prorrogando os auxílios da lei Aldir Blanc. Entre as estipulações, o projeto criava o Programa Emergencial de Retomada do Setor de Eventos (Perse), voltado a empresas ligadas aos setores de hotelaria, casas de evento, cinemas, entre outras. Segundo a relatora, a senadora Daniella Ribeiro (PP-PB), mais 450 mil postos de trabalho já haviam sido extintos. A proposta incluía o parcelamento de dívidas em 145 meses e também desconto de até 70% das dívidas tributárias.
Em primeiro momento, o governo Bolsonaro foi contra a proposta, entendendo-a como uma "bomba fiscal" — estimava-se que só o Perse custaria 243,5 bilhões em cinco anos em benefícios para 60 mil empresas. Durante a tramitação, assessores parlamentares do Ministério da Economia tentaram dissuadir os parlamentares, argumentando que o setor já havia sido contemplado pelo Auxílio Emergencial. Atendendo ao pedido do ministro Paulo Guedes, o presidente Bolsonaro sancionou a lei, em 3 de maio, com vetos parcial. Entre os trechos vetados, estava uma diminuição dos impostos (que acarretaria aumento nos outros setores) e uma espécie de Refis especifica ao setor; da forma sancionada, o governo poderia oferecer renegociações de dívidas tributárias apenas para os contribuintes que não tinham capacidade de quitar suas dívidas.
Em fevereiro de 2022, o governo cedeu e consentiu que o veto do presidente fosse derrubado. O filho do presidente, o senador Flávio Bolsonaro, foi um dos articuladores da derrubada e gravou para as redes sociais um vídeo se explicando: segundo ele, Bolsonaro precisou vetar para não incorrer em crime de responsabilidade fiscal, mas agora mandou derrubar para "ajudar todos que trabalham no segmento". Flávio também disse que ele e o irmão, Eduardo, votariam pela derrubada do veto do pai. Em 17 de março, o Congresso derrubou o veto, com 356 votos à favor e 23 contrários, na Câmara; e 57 votos a favor, unânimes, no Senado. Assim, a nova lei zerou alíquotas de vários impostos para as empresas do setor, por cinco anos, além do pagamento de uma indenização de até 2,5 bilhões de reais a empresas que tiveram queda de cinquenta por cento do faturamento. Com a promulgação, o autor do projeto, deputado Felipe Carreras (PSB-PE), afirmou que o Perse seria "um combustível para a retomada do setor, que nunca teve um benefício por parte do governo federal, e será fundamental para a principal engrenagem que move a nossa cultura, que são as empresas produtoras de eventos."
Em junho, a Procuradoria-Geral da Fazenda Nacional (PGFN) emitiu uma portaria regulando a nova lei, limitando os beneficiados somente àqueles que tinha inscrição no Cadastur até maio de 2021, data da publicação da lei. Prejudicados, o setor de bares e restaurantes foram à Justiça pedir que o beneficio fosse estendido também a eles; algumas dessas demandas foram atendidas.
Por causa da decisão de adiar o pagamento das leis Aldir Blanc e do Perse, o senador Jean Paul Prates (PT-RN) pediu impeachment do presidente e do ministro Paulo Guedes por "pedalada fiscal", em setembro de 2022.
No findar do governo, uma última medida provisória, publicada já em 2 de janeiro de 2023, restringiu os estabelecimentos elegíveis de isenção, excluindo bares e restaurantes. Indignados, o setor pretendia judicializar a questão. Após meses de impasses entre Artur Lira e Rodrigo Pacheco, os presidentes da Câmara e do Senado, respectivamente, a medida provisória foi votada em abril de 2023, junto com outras medidas provisórias do começo do governo Lula. Relatada pelo líder do governo na Câmara, o deputado José Guimarães (PT-CE), a medida convertida em lei foi aprovada em votação simbólica e, após acordos entre os líderes e o Ministério da Fazenda, restringiu a lista de beneficiados. Guimarães estimava a renúncia de 4,3 bilhões de reais em impostos, por ano.
A Fazenda, agora sob Fernando Haddad, defendia um modelo mais restrito ao programa, com o fim gradual dos subsídios — para o governo, um benefício de cinco anos era desproporcional aos dois anos de pandemia que afetaram o setor. Os parlamentares, no entanto, foram intransigentes e exigiram um programa nos moldes do original. Mesmo contrariado, o governo saiu satisfeito com a restrição de beneficiados, que considerava fundamental para evitar brechas pelas quais as empresas poderiam abater dívidas não relacionadas à eventos.
A reforma tributária de 2023, aprovada em julho, eliminou alguns tipos de isenção fiscal, mas manteve o Perse, assim como o Prouni e a Zona Franca de Manaus.
Em fevereiro de 2024, o ministro Haddad alertou que o Perse teria aberto margens para lavagem de dinheiro. Segundo a Folha de S.Paulo, o apoio ao Perse era amplo, incluindo tanto bolsonaristas quanto ministros de Lula. A Receita Federal identificou mais de duas mil empresas que haviam conseguido o beneficio sem ter direito.
Em novembro de 2024, o governo divulgou uma tabela revelando todos as empresas que haviam sido beneficiadas pelo subsídio. A lista incluía diversos cantores e famosos, como o youtuber Felipe Neto e o cantor Gusttavo Lima.